# Siurana (riu)

La conca hidrogràfica del Siurana

El Siurana és un afluent del marge esquerre de l'Ebre. Neix a les muntanyes de Prades, alimenta el pantà de Siurana al terme de Cornudella de Montsant i és transvasat a la conca hidrogràfica de la riera de Riudecanyes, alimentant també el pantà de Riudecanyes, comarca del Baix Camp, antigament travessava el Priorat històric abans de desembocar a l'Ebre a l'alçada de Garcia.
El tram entre el pont de la carretera C242 davall de la Venta del Pubill i el Mas de Sant Marcel a Cornudella forma la zona humida protegida «Assut de la Venta de Pubill» que conté un dels millors boscos de ribera de tota la conca. Tot i això, necessita un control assidu d'espècies invasores com l'ailant i la robínia.

## Poblacions
- Siurana
- Cornudella de Montsant
- Poboleda
- Torroja del Priorat
- Gratallops
- Falset
- Bellmunt del Priorat
- El Molar
- El Masroig
- Garcia
- Marçà
- Capçanes
- Els Guiamets
- Cabassers
- La Bisbal de Montsant
- Margalef
- Prades
- Vilanova de Prades
- Capafonts
- La Febró
- Vilaplana
- Arbolí
- Ulldemolins
- Pradell
- La Torre de Fontaubella
- La Morera
- La Figuera
- Lloar
- Vilella Alta
- Vilella Baixa
- L'Argentera
- Tivissa
- La Torre de l'Espanyol
- Porrera
- Coldejou
- Riudecols
- Móra la Nova
- Vandellós
- Hospitalet de l'Infant

## Principals afluents
- Barranc de l'Argentera
- Riu de Marçà o de l'Asmà.
- Barranc de la Foradada
- Riu del Gorg
- Riuet de la Gritella
- Riu d'Arbolí
- Riu de Cortiella
- Riu de Montsant